# B.O.
Pour les articles homonymes, voir BO.
Un B.O. (prononcé « bého ») est un dispositif destiné à la manutention des aéronefs au sol, en particulier les planeurs.

## Origine du nom
Le sigle BO se réfère à Bourget-Opéra, une ancienne ligne de tramway desservant l'aérodrome du Bourget et qui menait à la station Opéra.
Ce nom étrange vient de la Première Guerre mondiale où de nombreux pilotes militaires « égarés » se posaient « par hasard » au Bourget et utilisaient le tramway pour rejoindre les plaisirs de la ville. Par extension, ce nom passa à la voiture de l'escadrille, elle aussi utilisée pour des liaisons avec Paris, puis aux voitures de pistes utilisées sur les terrains de vol à voile et enfin aux dispositifs destinés à faciliter la manutention des planeurs au sol.
Il désignait à l'origine des chariots destinés à déplacer les avions (et serait selon une autre explication dû à Didier Daurat) mais de nos jours n'est plus utilisé que pour des dispositifs servant à déplacer les planeurs (aussi appelés trolleys).

## Construction

### Planeurs anciens
Les planeurs anciens qui se posaient sur un patin avaient l'avantage de se freiner seuls mais posaient un problème lorsqu'il fallait les déplacer au sol. Le déplacement à la main étant quasi impossible à cause du frottement sur le sol et le remorquage derrière la voiture de piste usait rapidement les bandes d'acier protégeant le bois du patin. Pour eux, le B.O. consiste  en un essieu muni de deux roues au centre duquel est soudé un fer en U de la largeur du patin. Un téton métallique soudé au centre de la gouttière vient se placer dans un trou du patin pour assurer un bon positionnement et empêcher le patin du planeur de glisser pendant le déplacement du planeur. La mise en place du B.O. demande idéalement 3 personnes (2 au minimum). Les deux premiers soulèvent la queue du planeur (à l'époque, munie d'un tube en acier dépassant de chaque côté devant la profondeur et formant poignées) et déposent le bas du fuselage sur leurs épaules. Le troisième (ou l'un des deux premiers laissant l'autre maintenir la queue du planeur soulevée) place le B.O. sous le patin et vérifie l'alignement du téton pendant que les (ou le) porteurs reposent doucement la béquille de queue.

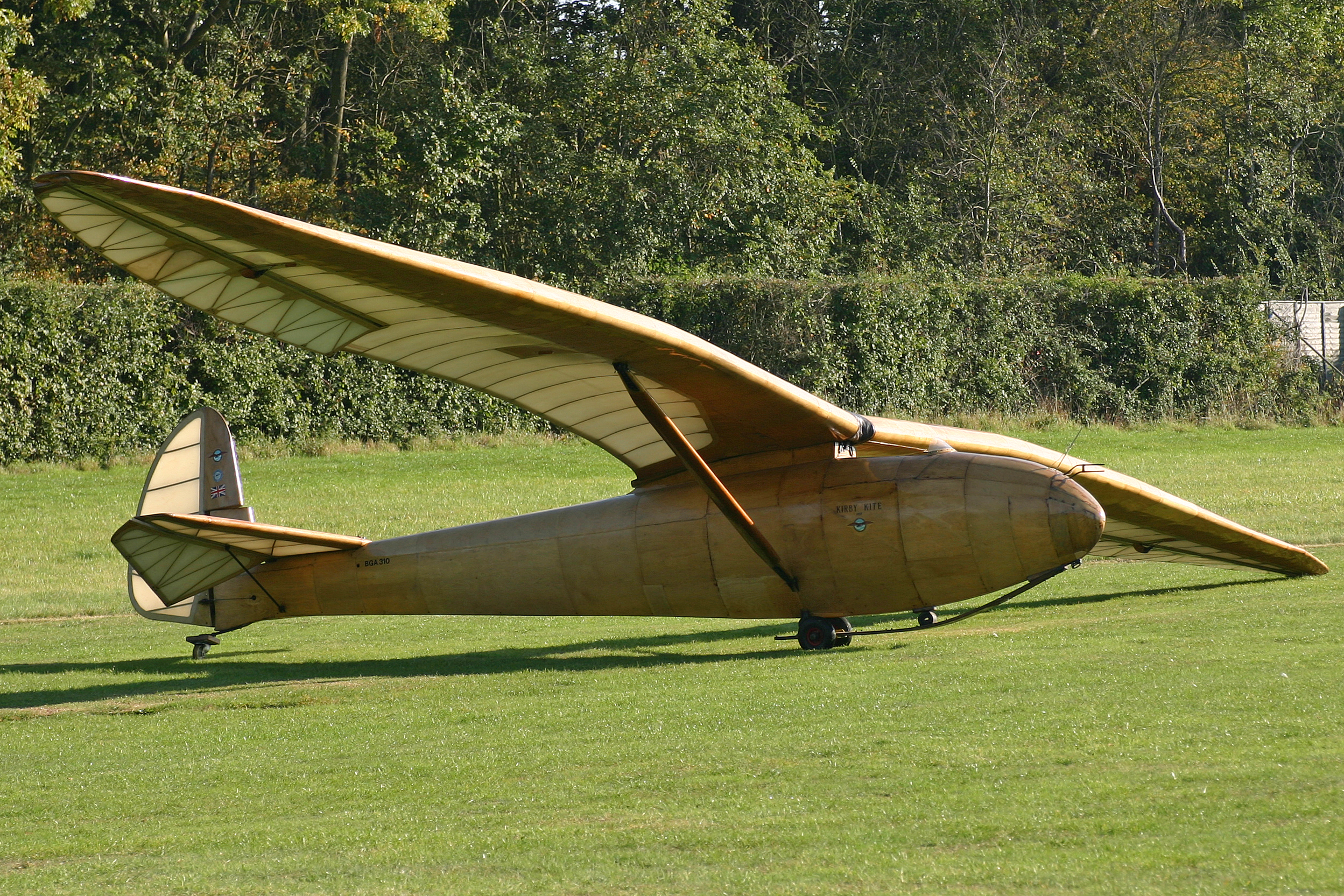
Slingsby Kirby Kite posé sur son B.O.

Certains planeurs ont été munis de B.O. largables en vol. Par exemple, l'EoN Olympia 3, le Castel C-242 voire le Messerschmitt Me 163 (qui n'était un planeur qu'à l'issue du vol propulsé par fusées).

### Planeurs modernes
Pour les planeurs modernes la présence d'une roue en tant qu’atterrisseur principal aurait dû faire disparaître le B.O. mais les patins d'étambot, plus fragiles et complexes à réparer que les antiques béquilles en acier, ont nécessité un nouveau genre de B.O. Il se présente sous la forme d'un manchon en fibre de verre et résine polyester s'ouvrant en deux grâce à des charnières et se refermant grâce à deux sauterelles. Ce manchon est muni d'une roulette orientable et se place autour du fuselage, au pied de la dérive qu'il entoure partiellement ce qui l'immobilise en rotation. Ces B.O. sont peints en rouge pour prévenir tout oubli avant le décollage car le poids de cet accessoire à cet endroit du planeur aurait un effet désastreux sur le centrage.

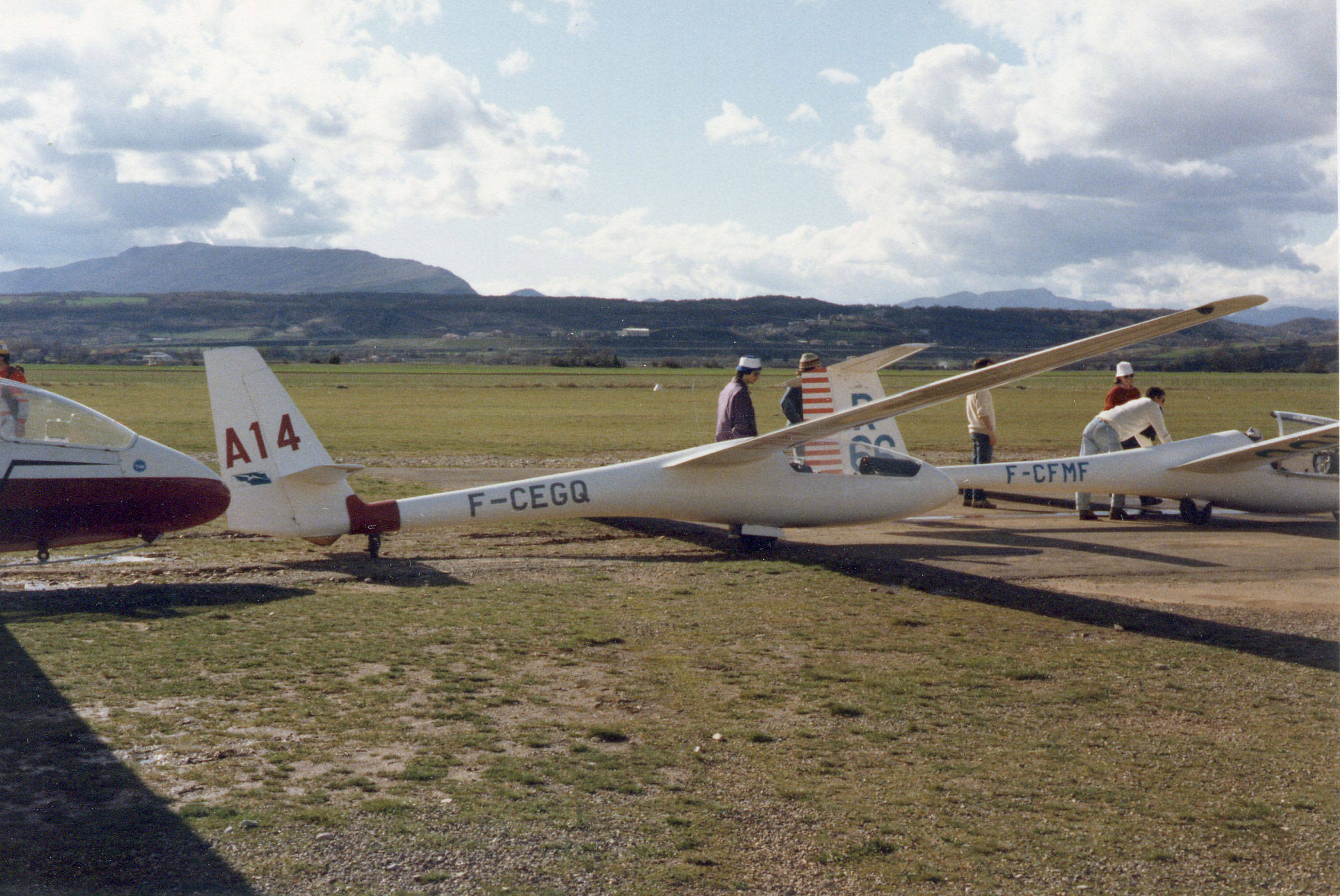
ASW15 F-CEDG sur le terrain de Sisteron (France) avec son B.O. au pied de la dérive

Certains de ces B.O. sont munis d'une barre d'attelage rigide permettant d'atteler le B.O. à la boule de remorquage d'une voiture et de tirer le planeur en marche arrière. Cette méthode permet de mettre en piste avec un seul aide en bout d'aile voire sans aide en utilisant un autre B.O. se fixant en bout d'une aile et muni d'une roue de vélo. La barre rigide offre, de plus, une sécurité contre le risque toujours présent de voir un planeur tiré par une corde rattraper la voiture tractrice et la percuter.

### Manutention dans les hangars
Le rangement des planeurs dans les hangars demande en général l'usage de B.O. spéciaux permettant de déplacer les planeurs dans une direction différente de celle du train principal afin d'optimiser l'entrecroisement des ailes et des fuselages et rentrer un maximum de planeurs.
Au temps ou les planeurs étaient munis de patins le B.O. était constitué d'un essieu à deux roues, d'un levier muni sur la partie la plus longue d'une poignée et sur la partie la plus courte d'une gouttière d'une quarantaine de cm de long pivotant autour d'un axe vertical en son milieu ce qui permettait de placer le patin du planeur dans la gouttière puis de le soulever en appuyant sur la poignée du B.O.
Pour les planeurs à roue, on utilise plutôt un "crabe" avec un sabot recevant la roue porté par 4 roulettes orientables (genre "chariot de supermarché") qui permet de rouler le planeur dans toutes les directions.